# ساحة النسور
ساحة النسور هي فلكة مرورية تقع في جانب الكرخ غرب بغداد قرب برج المأمون، وتربط عندها عدة مناطق حيث تقع منطقة القادسية شرقاً واليرموك جنوباً والحارثية شمالاً والمأمون غرباً.

## مشروع تطوير ساحة النسور
في عام 2023، انطلق العمل في مشروع تطوير ساحة النسور، اكبر مشاريع الحزمة الأولى لفك الاختناقات المرورية في العاصمة بغداد. يتضمن المشروع انشاء ثلاث انفاق للسيارات؛ النفق الأول يربط بين «شارع الأردن» و «شارع القادسية» والثاني يربط بين «شارع يافا» و «شارع بيروت»، والثالث يربط بين «شارع بيروت» و«شارع يافا» بعمق يصل الى 16 متر تحت مستوى سطح الأرض، مع مجسرين، هما مجسر النسور الذي يربط بين «شارع دمشق» و«شارع محمد مهدي الجواهري»، وتطوير مجسر ساحة قحطان ومده الى مابعد السكة الحديدية، حيث يربط بين «ساحة قحطان» وصولاً إلى «تقاطع أم الطبول».
- في 28 كانون الثاني 2025 افتتح مجسر ساحة قحطان ضمن مشروع تطوير ساحة النسور في بغداد، بلغ طول المجسر الجديد 800 متر وعرضه 16 متر.[2]

## النصب
في عام 1969 كُلف الفنان ميران السعدي بتصميم وتنفيذ نصب النسور، يتوسط الساحة ومكان النصب هو ذات المكان الذي هبط به طيار حربي اثناء انقلاب 1963/2/8 بعد اصابته من الدفاعات الجوية لوزارة الدفاع في حينها والنصب يمثل وجهين ملثمين ومتعاكسين للنظر في جميع الاتجاهات وعلى رأسهم عدد من النسور وهو يرمز للقوة والتحدي والطموح لدى العراقيين منذ بدء حضارتهم القديمة وحتى الوقت الحاضر.
في عام 2023 نقل النصب إلى حديقة الزوراء بسبب مشروع تطوير ساحة النسور.